# III symfonia Beethovena
Symfonia nr 3 Es-dur op. 55 "Eroica" Ludwiga van Beethovena powstała w latach 1802–04. Należy do kanonu symfoniki klasycznej. Jest dziełem przełomowym pod względem formalnym, wyrazowym i instrumentalnym.

## Przydomek
Znany powszechnie przydomek "Eroica" oryginalnie nie miał być przypisany symfonii; początkowo Beethoven zamierzał bowiem zadedykować ją Napoleonowi Bonapartemu. Gdy jednak, kończąc swoje dzieło w roku 1804, dowiedział się, że 2 grudnia 1804 Napoleon koronował się na Cesarza Francuzów, wpadł w furię. Istnieją różne wersje tego, co wydarzyło się chwilę potem: jedna mówi, że kompozytor tak energicznie wytarł gumką tytuł, że zrobił dziurę w tytułowej stronie rękopisu; druga z kolei, że zamazywał tytuł z takim impetem, że złamał pióro, trzecia wreszcie, że skoczył do biurka, chwycił stronę tytułową i, przedarłszy na dwoje, rzucił ją na podłogę. Miał także, według Ferdinanda Riesa, wypowiedzieć słowa: "Czyż i on zatem nie jest niczym więcej niż zwykłym człowiekiem? Teraz i on pogwałci prawa ludzi, by zaspokoić swoją ambicję, wyniesie się ponad wszystkich, stanie się tyranem!"
Niezależnie od wersji dzieło otrzymało włoski podtytuł "Sinfonia eroica, composta per festeggiare il sovvenire d'un grand'Uomo" ("Symfonia bohaterska, napisana ku uczczeniu pamięci wielkiego Człowieka", co najczęściej interpretuje się jako symboliczne pożegnanie Beethovena z wielkością Napoleona, którą ten – według niego – utracił przez małostkową koronację).

## Forma
Eroica jest dziełem pod wieloma względami nowatorskim. Beethoven zastosował w niej rewolucyjne rozwiązania formalne: marsz żałobny w części II, w finale wariacje zamiast zwyczajowego allegra sonatowego lub ronda. 
Oprócz nich można w Eroice znaleźć wiele innowacji na poziomie mikroformy – choćby pierwsze dwa akordy z teoretycznie "nieprawidłowym" układem dźwięków we flecie i oboju. 
Również potrójny łącznik pomiędzy tematami w ekspozycji musiał wzbudzać zdumienie współczesnej publiczności. 
Jednym z ciekawszych zagadnień dotyczących pierwszej części III Symfonii jest temat zawierający się pomiędzy taktami 284-300. Ze względu na jego samodzielność i charakterystyczność można by go określić jako trzeci temat I części; problem polega jednak na tym, że temat ten nie występuje w ekspozycji – występuje natomiast dwukrotnie w przetworzeniu i raz w zakończeniu części (kodzie). 

### Części utworu
1. Allegro con brio
2. Marcia funebre: Adagio assai
3. Scherzo. Allegro vivace
4. Finale. Allegro molto